# Belgisch instituut voor hogere Chinese studiën
Het Belgisch instituut voor hogere Chinese studiën (BIHCS) is een Belgische instelling die onderzoek doet naar alle Chinese beschavingen in hun meest diverse uitdrukkingen. Het instituut werd opgericht in 1929 en is gevestigd in de Koninklijke Musea voor Kunst en Geschiedenis (KMKG) te Brussel.

## Oorsprong
Het Belgisch instituut voor hogere Chinese studiën werd opgericht in 1929. Het werd gefinancierd door de zogenaamde Bokserschadevergoedingen die aan China werden opgelegd na de Bokseropstand van 1900.
De stichters van het instituut op 8 augustus 1929 zijn Bruno Belpaire; Jules Bommer; Fernand Buckens; Jean Capart; Carl Hentze; Generaal Raoul Pontus; Adolphe Spruyt; Adolphe Stoclet;  Marthe Van Bomberghen en R.P. Louis Van Hee.

## Voorzitters
- 1929 - 1947: Raoul Pontus
- 1947 - 1964: George Theunis
- 1964 - 1972: Henri Lavachery
- 1972 - 1978: Paul Rouffart
- 1978 - 1984: René de Roo
- 1984 - 1996: Henry Maertens de Noordhout
- 1996 - 2000: Pierre Willockx
- 2001 - 2008: Claire Kirschen
- 2008 - 2014: Alain Dambremez
- 2014: Ilse Timperman
- 2015 - 2016: Claire Kirschen
- 2016 - Pierre Bernard

## Bibliotheek
Vanaf het prilste begin was de uitbouw en ontwikkeling van een sinologische bibliotheek een van de prioriteiten van het instituut. De basis van zijn verzameling werd gelegd met de collectie van de Société d'études sino-belge wiens bibliotheek en archief in permanent depot werd geplaatst in het instituut. Deze vereniging had niet alleen een duizendtal monografiën en tijdschriften in Westerse talen in haar bezit, maar ook de monumentale keizerlijke encyclopedie Gujin Tushu Jicheng 古今圖書集成, geschonken in 1914 door Lou Tseng-Tsiang 陸徵祥 (1870-1949). Deze encyclopedie ging echter verloren in de brand van 1946 die een vleugel van de KMKG in de as legde.
Een andere belangrijke Chinese donatie dateert van juli 1984 wanneer Jiang Fucong 蔣復璁 (1898 - 1990), voormalig directeur van de National Central Library 國家圖書館 in Taipei, de 1500 volumes van de heruitgave van de Siku Quanshu aan het instituut schenkt en aldus voor Belgische sinologen en onderzoekers beschikbaar stelt.
Ook de Koninklijke musea voor kunst en geschiedenis leveren een bijdrage aan de ontwikkeling van de bibliotheek en dit vooral met aanwinsten rond kunst en archeologie, publicaties die aansluiten bij de museale collectie China. De bibliotheek van het instituut maakt eveneens deel uit van de verschillende onderzoeksbibliotheken van de KMKG.

## Mélanges chinois et bouddhiques
De Mélanges chinois et bouddhiques (MCB) werd opgericht in 1931 door Louis de La Vallée Poussin (1869-1938) die er tot aan zijn dood de drijvende kracht van was.
Na WOII werd de Mélanges omgevormd tot een monografie reeks en dit onder impuls van Étienne Lamotte (1903-1983). Vervolgens werd Hubert Durt (1936 - ) hoofdredacteur en dit meer dan veertig jaar lang.  Vandaag wordt de reeks geleid door een redactieraad bestaande uit Bart Dessein (UGent); Robert Duquenne (EFEO); Vincent Durand-Dastès (Inalco); Vanessa Frangville (ULB); Françoise Lauwaert (ULB); Jean-Marie Simonet (Royal Museums of Art and History) en Willy Vande Walle (KU Leuven).

## Links
- Officiële website